# اجي كونت روزنبورغ
الأمير اجي كونت روزنبورغ (بالدنماركية: Prins Aage)‏ (10 يونيو 1887 - 19 فبراير 1940) كان أمير دنماركي وضابط في الفيلق الأجنبي الفرنسي وهو الابن الأصغر لفالديمار أمير الدنمارك وزوجته الأميرة ماري.